# Безговиця (Шмарє-при-Єлшах)
Безговиця (словен. Bezgovica) — поселення в общині Шмарє-при-Єлшах, Савинський регіон, Словенія. 
Висота над рівнем моря: 301,9 м.